# 足立区立郷土博物館
足立区立郷土博物館（あだちくりつきょうどはくぶつかん）は、東京都足立区の歴史、生活文化、美術に関する資料を収集保管するとともに、展示等による事業活動を実施している博物館。

## 概要
1986年（昭和61年）11月の開館。年に一度の特別展と数回の企画展を開催するほか、住民の団体が登録しており研究・展示・事業の各分野で、博物館とともに活動している。代表的な団体は足立区郷土芸能保存会、足立史談会など。
2009年（平成21年）3月と2025年（令和7年）に常設展示内容を一新したリニューアルが行われている。

## 沿革
- 1986年（昭和61年）11月 - 開館[3]。
- 2008年（平成20年）8月 - 改修のため休館[3]。
- 2009年（平成21年）3月 - リニューアル[3]。展示テーマは「江戸東京の東郊」[4]
- 2015年（平成27年）8月 - 足立区オープンデータにて郷土博物館所蔵資料の公開を開始[5]
- 2017年（平成29年）4月 - 郷土博物館所蔵資料データベースの公開を開始[5]
- 2023年（令和5年）1月 - 改修のため休館[3][6]
- 2025年（令和7年）4月 - リニューアル[3]。キャッチフレーズは「郷土資料館から美術博物館へ」[7]

## 常設展示
1986年～2008年
- 1階ホール展示「足立のまつり」
  - 祭りをテーマにした民俗展示
- 第1展示室(1階)「足立の歴史」
  - 原始古代から近現代までを通史的に紹介する展示
- 第3展示室(2階)「足立のくらし」
  - 祭りをテーマにしたくらし展示
- 2階ギャラリー
  - 様々なトピックごとのテーマ展示

なお、第2展示室(1階) は企画展示室として使用。
2009年～2023年
- 1階ホール展示「子どもホール」
  - 身近に見たり触れたりする資料を展示
- 第1展示室(1階)「江戸東京と結ばれた農村の誕生」
  - 主に農業に関わる展示
- 第2展示室(2階)「東郊の変貌」
  - 戦後の都営住宅の原寸大復元と区画整理事業などの住環境展示
- 2階ギャラリー「東郊の近代的発展」
  - 戦後の工業化した東郊地域の展示

旧第2展示室は企画展示室と改称。
2025年～
- 1階ホール展示「美と知性の宝庫　足立」
- 第1展示室(1階)「江戸東京の東郊」
- 第2展示室(2階)「産業と暮らしの変化」
- 2階ギャラリー「豊かな農村から新しい東京の下町へ」

## 展覧会
年に数回の企画展覧会、特別展覧会を開催している。多角的な調査活動と実験的な展覧会が多いことでも知られる。各展覧会の概要は同館が発行する図録で閲覧できる。代表的な展覧会は次の通り。
- 千住の琳派展 - 村越其栄・向栄の作品を最初に紹介した展覧会[9]。江戸東京の東郊で生き続けた江戸琳派の足跡を物語る。2011年開催。
- タイムスリップ昭和家電展 - 昭和家電コレクターの増田健一氏（大阪くらしの今昔館研究員）と協力し開催した展覧会。新しいテーマで注目され在京テレビ各局の番組のほかル・モンド（フランス）のニュース番組[10]をはじめAFP通信などにも取り上げられた。足立区役所所属機関の主催事業が海外メディアに取り上げられた稀にみる事例。2012年開催。
- 大千住展 - 明治時代の千住地域の異称「大千住」をテーマに、近代東京近郊の「江戸文化」という新しい視角から歴史美術資料を再評価した展覧会[11]。2013年開催。
- 物流のひみつ展 - トラック輸送や荷馬車、舟運をテーマにしたユニークな展覧会。可動状態のオート三輪（現品）も登場。足立区の産業特徴からトラック業界（足立貨物運送事業協同組合）と博物館がコラボレーションした。2014年開催[12]。

## 代表的収蔵資料
一般的な足立区内の古文書、民具などを収蔵しているが、全国的に知られる資料も次の通り収蔵、公開している。このうち約3千点について収蔵資料データベースにてインターネット上で公開されている。
- 江戸絵画コレクション - 江戸後期から明治初期の江戸絵画コレクションを集める。江戸後期のやまと絵師・建部巣兆[14]、千住の琳派として知られる村越其栄・村越向栄親子などの作品を収蔵している。
- 浮世絵コレクション - もとの松方三郎コレクションを中心に1000点を超える作品をあつめている[15][16]。
- 地口絵紙コレクション - 地口絵紙とは地口（一種の駄洒落）と滑稽な絵で構成される絵で行灯にして飾る（地口行灯）。この博物館では現在、東京で製作される地口絵紙をコレクションしており、博物館発行のカタログで都内の地口絵紙の作品が一覧できる。
- 綾瀬金子家文書 - 慶応4年3月13日から4月1日に設営された新選組の五兵衛新田屯所に関する古文書。寄託資料。
- 下山事件資料 - 昭和24年7月5日に発生した下山事件に関する同時代資料である[17]。平成19年(2007年)に刊行された柴田哲孝「完全版　下山事件　最後の証言」（祥伝社文庫）に同資料の位置づけが行われている。

## 関連団体
博物館には住民の郷土史や郷土芸能、史跡めぐり愛好会等が団体登録しており、事業について博物館と住民、利用者がともに進めている先進事例として知られている。
- 足立史談会 - 1968年(昭和43年)に設立された足立区の歴史を中心に研究する足立区民および郷土史関係者の団体[19]。

- 足立区郷土芸能保存会 - 1978年(昭和53年)に設立された足立区のお囃子やお神楽などの郷土芸能を保存する区民の団体。

- 博友会 - 展示解説ボランティアが結成している団体。土曜日や日曜日、祝日になると展示解説に登場するボランティアの存在は有名である[20]。

- 古文書学習会 - 博物館が保管する古文書を読む会。博物館の初級古文書講座の卒業生を中心に結成されている。

- 綾瀬新撰組研究会 - 綾瀬金子家文書の解読を行った会長と有志の研究家が集まっている団体である。屯所があった旧五兵衛新田にあたる現綾瀬四丁目の鰻店店主が会長を務めることでも有名である。

## 所在地
〒120-0001 東京都足立区大谷田5-20-1